# Île Moop
L’île Moop est un îlot de Nouvelle-Calédonie appartenant administrativement à Poum.
Elle est située à l'extrême nord de l'île Balabio.